# Джені Баррі
Джені Баррі (нар. 6 лютого 1982, Конакрі, Гвінея) — гвінейська плавчиня.
Учасниця Олімпійських Ігор 2008 року, де в попередніх запливах на дистанції 50 метрів вільним стилем посіла 89-те місце і не потрапила до півфіналів.